# Eina de mà

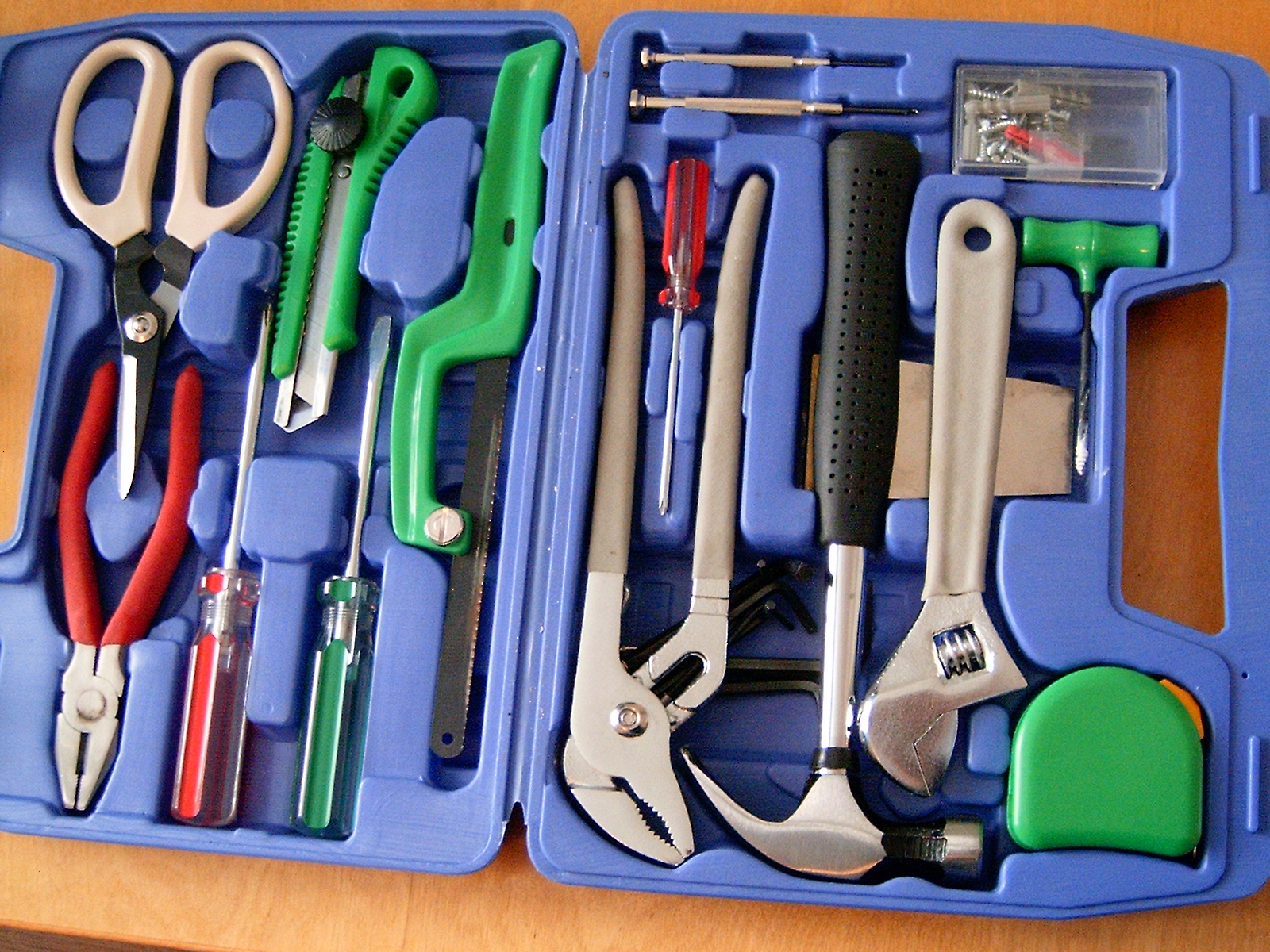
Capsa d'eines.

Una eina de mà o eina manual és un estri d'acer, de fusta o de cautxú que es fa servir per a executar de manera més apropiada, simple i amb l'ús de menor energia i temps, tasques constructives o de reparació, que només amb un alt grau de dificultat i esforç es podrien fer sense. És necessari conèixer els riscos de patir un accident com a conseqüència d'un ús inadequat que es faci de les eines, entre els quals es poden destacar els següents:
- Malalties causa de sobreesforços, com ara esquinços, lumbàlgies o fractures.
- Tallades o punxades sofertes durant la manipulació i treball amb les eines de tall.
- Cops diversos.

## Control i conservació de les eines
- Les eines punxants i tallants s'han de guardar amb la punta de tall protegida.
- Si es treballa en altura portar sempre les eines guardades en cinturons especials o bandoleres.
- Les eines quan no s'usen han d'estar guardades i ordenades adequadament en caixes o armaris especials per a la custòdia de les eines.
- I han de ser netejades per evitar-ne òxid i donar-li més durabilitat a l'eina

## Equip bàsic d'eines d'un taller o d'un professional mecànic

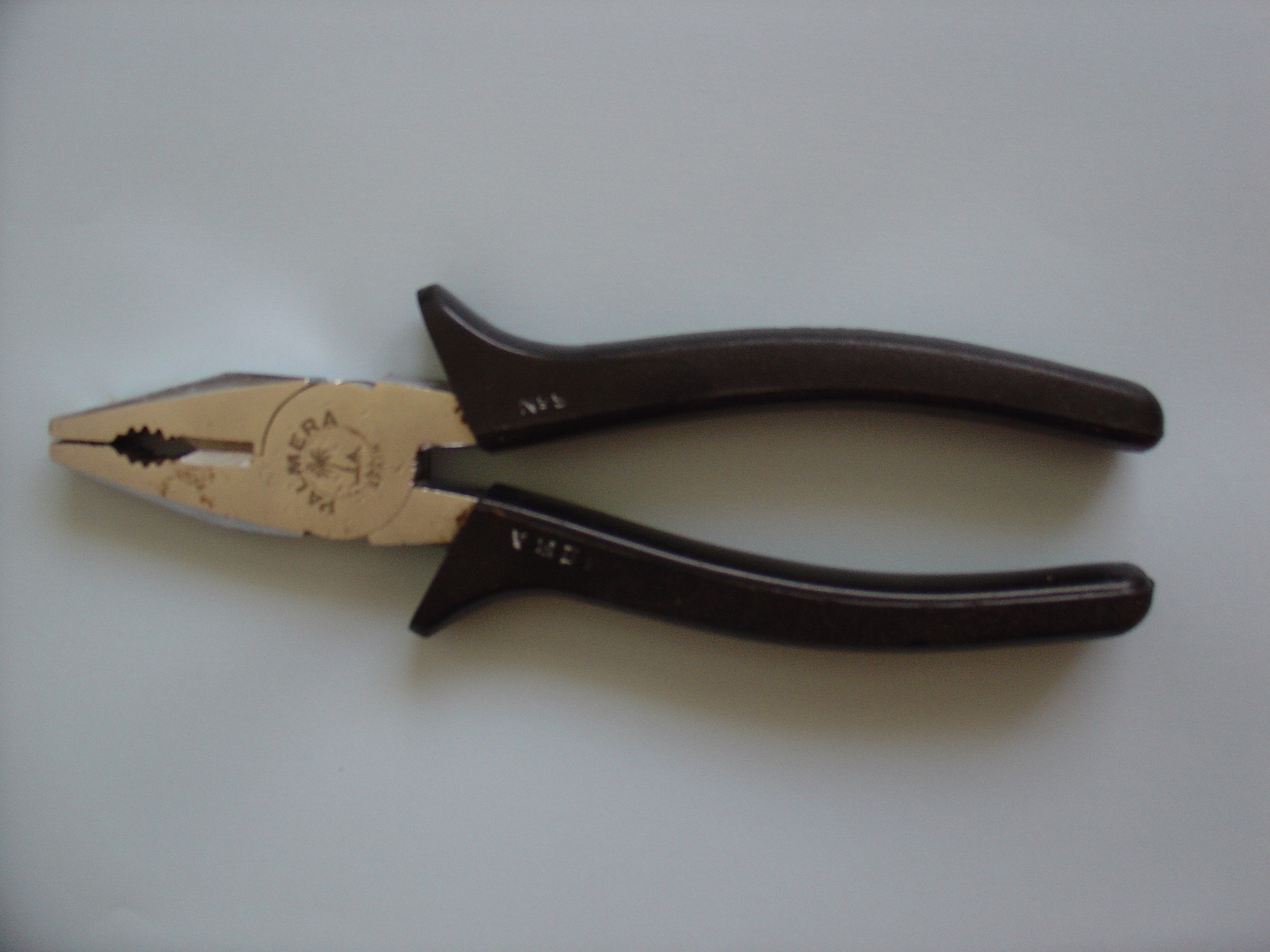
Alicates

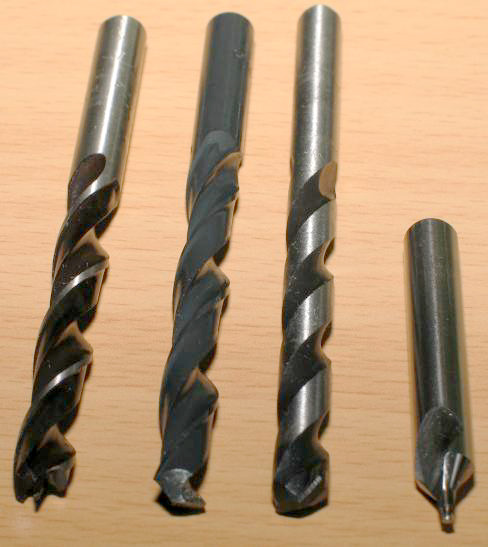
Broques

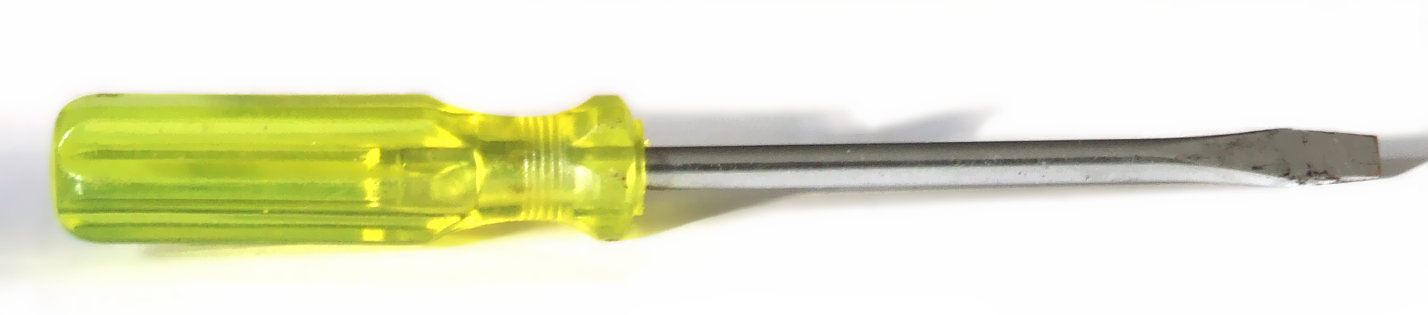
Tornavís

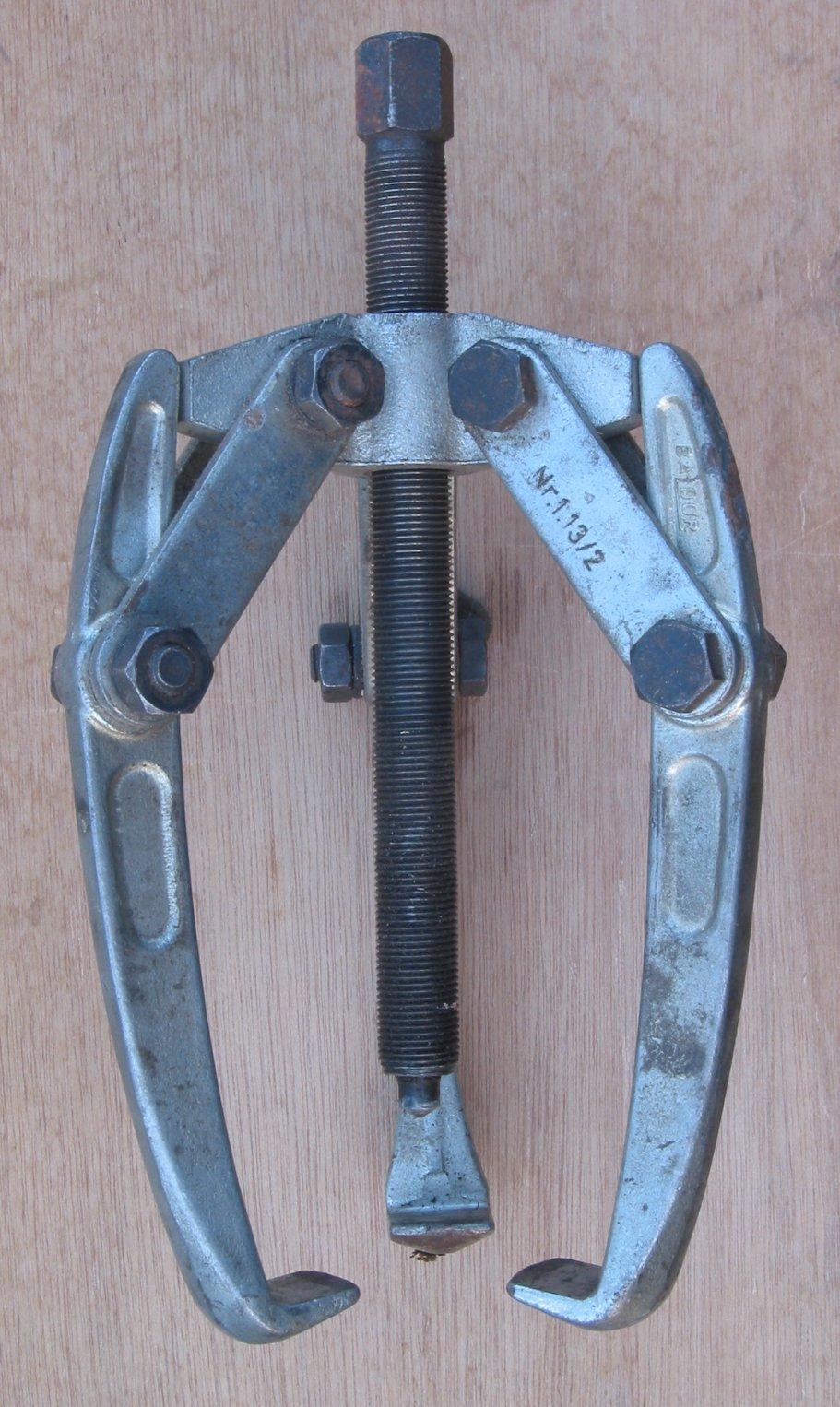
Extractor

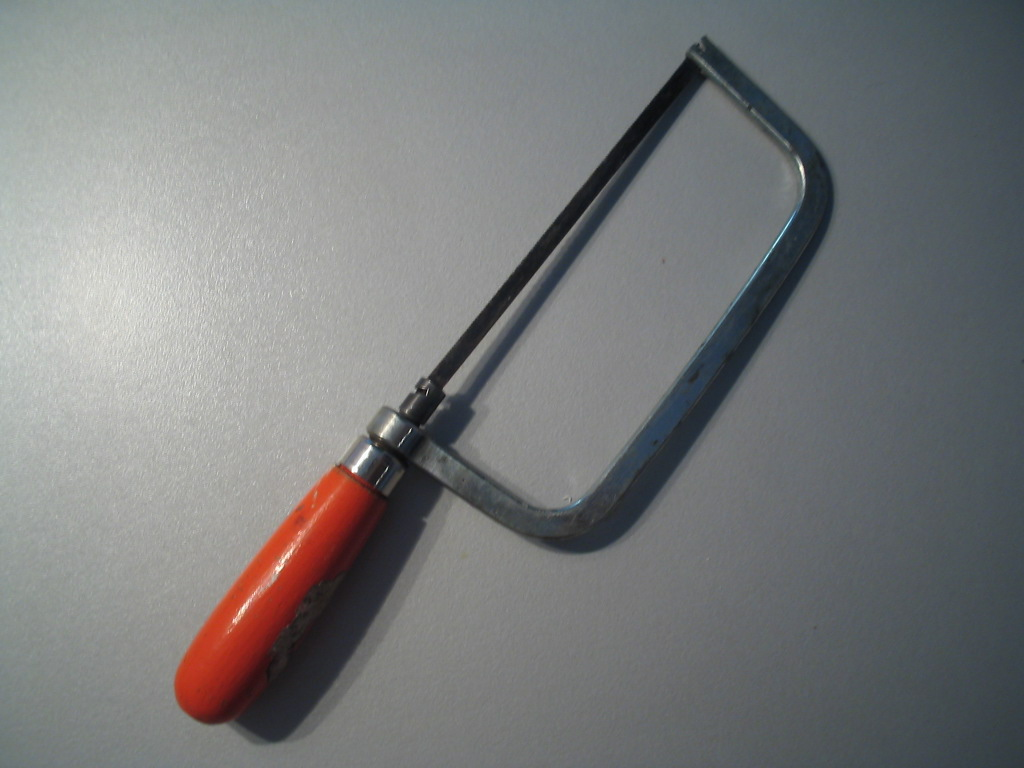
Serra manual

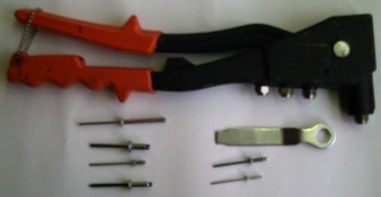
Rebladora

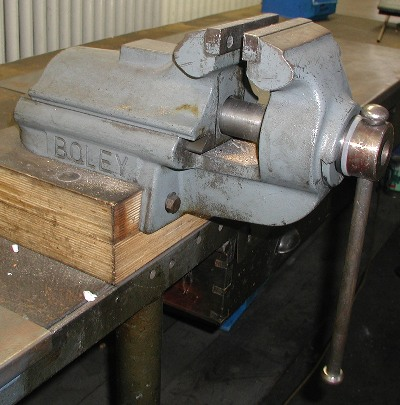
Cargol de banc

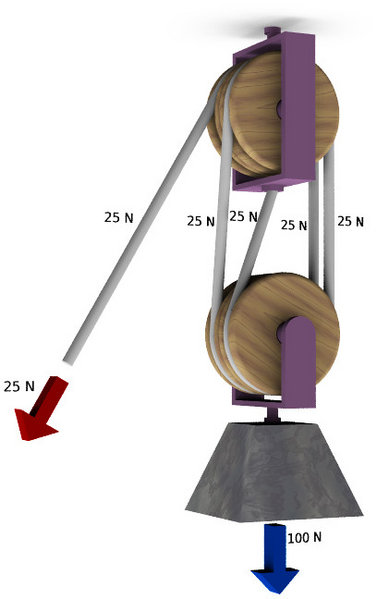
Esquema funcional de polipast

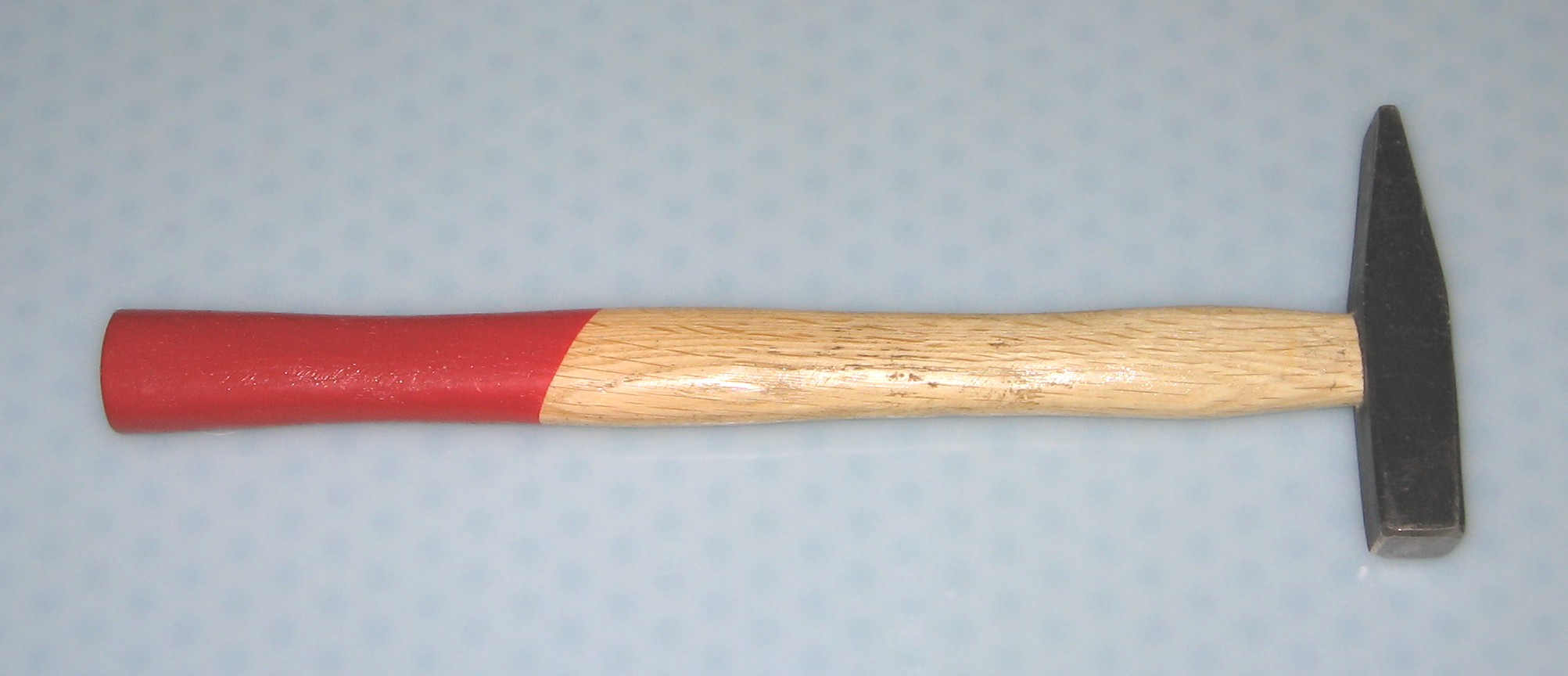
Martell

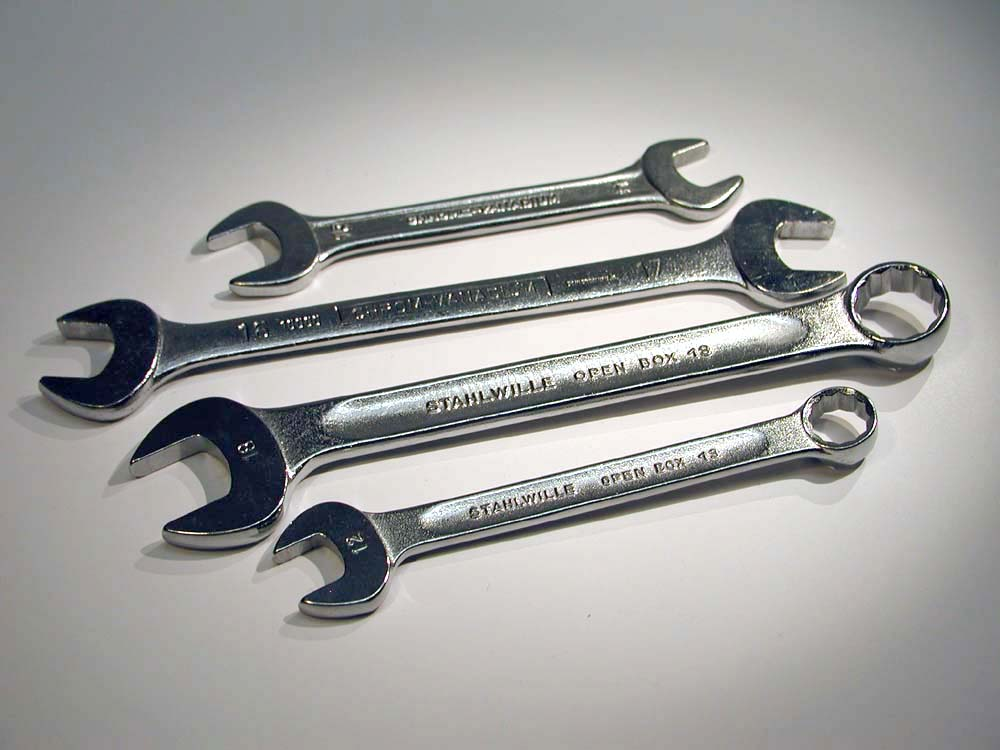
Joc de claus fixes

Les eines bàsiques d'un taller mecànic es poden classificar en quatre grups diferents:
- Eines de tall: serveixen per treballar els materials que no siguin més durs que un acer normal sense temperar. Els materials endurits no es poden treballar amb les eines manuals de tall. Com a eines manuals de tall podem citar les següents: Serra de mà, llima, broca, mascle de roscar, mandrí, filera de roscar, tisores, tallaferros, burí, cisell, cisalla, tenalles.
- Eines de subjecció: s'utilitzen per a subjectar o immobilitzar peces. En aquest grup es poden considerar les següents: Alicates, cargol de banc, serjant.
- Eines per a la fixació : s'utilitzen per a l'acoblament d'unes peces amb altres: Pertanyen a aquest grup, els diferents tipus de claus que existeixen: clau, tornavís, rebladora.
- Eines auxiliars d'usos diversos : Martell, Granet, extractor mecànic, números i lletres per a gravar, punxó cilíndric, polipast, rosset, punta de traçar, compàs, gat hidràulic, taula elevadora hidràulica.
- També es poden considerar com a eines bàsiques dels instruments de mesura més habituals en un taller mecànic: Regle graduat, cinta mètrica, goniòmetre, calibre, micròmetre, rellotge comparador.

A continuació es fa una succinta descripció de les eines esmentades.
- Alicates: També anomenades pinces, són unes eines imprescindibles en qualsevol equip bàsic amb eines manuals perquè són molt utilitzats, ja que serveixen per a subjectar, doblegar o tallar. Hi ha molts tipus d'alicates, entre els quals cal destacar els següents: Universals, de tall, de pressió, de cap pla, i de cap rodó, etc.
- Broca d'usos múltiples. En qualsevol tasca mecànica o de bricolatge, cal moltes vegades realitzar forats amb alguna broca. Per realitzar un forat és necessari el concurs d'una màquina que impulsi a la broca la velocitat de gir suficient i que tingui la potència necessària per poder perforar el forat que es desitgi. hi ha molts tipus de broques d'acord amb la seva grandària i material constituent.
- Cisalla: Pel nom de cisalla es coneix a una eina i a una màquina-eina potent activada amb motor. La cisalla té el mateix principi de funcionament que una tisora normal, només que és més potent i segura en el tall que la tisora. S'usa sobretot en impremtes, per tallar làmines de paper, i en tallers mecànics per tallar xapes metàl·liques que no siguin molt gruixudes o dures.
- compàs: El compàs a part d'altres conceptes és una eina que es fa servir en els tallers de mecanitzat per traçar circumferències i verificar diàmetres de peces tant exteriors com interiors.
- Tallaferros, burí i cisell: Són eines manuals dissenyades per tallar, ranurar o desbastar material en fred mitjançant el cop que es dona a aquestes eines amb un martell adequat. Les deficiències que poden presentar aquestes eines és que el tall es pot deteriorar amb facilitat, per la qual cosa és necessari un refilat. Si s'utilitzen de forma continuada cal posar una protecció anular per protegir la mà que les subjecta quan es colpeja.
- Tornavís: Són eines que s'utilitzen per a estrènyer cargols que requereixen poca força de collament i que generalment són de diàmetre petit. Hi ha quatre tipus de cap de cargols diferents: cap rodó, cap avellanat, cap d'estrella, cap torx. Per estrènyer aquests tipus de cargols s'utilitzen un tornavís diferent per a cadascuna de la forma que tingui la ranura d'estrenyi, i així tenim tornavisos de pala, philips, o d'estrella i torx. Quan es fa servir un tornavís per a ús professional hi ha uns dispositius elèctrics o pneumàtics que permeten un premi ràpid dels cargols, aquests dispositius tenen capçals o canyes intercanviables, de manera que es poden prémer qualsevol tipus de cap que es presenti. Per estrenyis de precisió hi ha tornavisos dinamomètrics, on es regula el parell de collament.
- Mandrinatge: És una eina de tall que es fa servir per aconseguir forats de precisió quan no és possible aconseguir amb una operació de trepat normal. Els escariadors normalitzats es fabriquen per aconseguir forats amb tolerància H7, i amb diàmetres normals en mm o polzades.
- Extractor mecànic És una eina que es fa servir bàsicament per a extreure les politges, engranatge sobre coixinets dels eixos, quan estan molt estrets i no surten amb la força de les mans. Es pot trencar la politja si està mal ajustat l'extractor.
- Granet: És una eina amb forma de punter d'acer temperat afilat en un extrem amb una punta de 60 º aproximadament que es fa servir per marcar el lloc exacte en una peça on calgui fer-se un forat, quan no es disposa d'una plantilla adequada.
- Llima: És una eina de tall consistent en una barra d'acer al carboni amb ranures, i amb una empunyadura anomenada mànec, que es fa servir per desbastar i afinar tot tipus de peces metàl·liques, de plàstic o de fusta.
- clau: És una eina que es fa servir per al premi de cargols. Hi ha claus de diverses formes i mides, entre les quals destaquen les claus de boca fixa, les de boca ajustable i les dinamomètriques. Quan es fa un ús continuat de claus, ja es recorre a claus pneumàtiques o elèctriques que són de major rapidesa i comoditat.
- Mascle de roscar: És una eina manual de tall que es fa servir per afectuós el roscat de forats que han estat prèviament foradats a una mesura adequada en alguna peça metàl·lica o de plàstic. Hi ha dos tipus de mascles, d'una banda els mascles que s'utilitzen per roscar a mà i d'una altra els que s'utilitzen per roscar a màquina.
- Martell: És una eina que es fa servir per a colpejar i possiblement és una de les més antigues que existeixen. Actualment han evolucionat bastant i hi ha molts tipus i mides de martells diferents. Per a grans esforços existeixen martells pneumàtics i hidràulics, que es fa servir en mineria i en la construcció bàsicament. Entre els martells manuals cal destacar, martell d'ebenista, martell de fuster, test de paleta, martell de carrosser i martell de bola de mecànic. Així mateix és important la gamma de martells no fèrrics que existeixen, amb boques de niló, plàstic, cautxú o fusta i que són utilitzats per donar cops tous on no es pugui deteriorar la peça que s'està ajustant.
- Números i lletres per gravar. Hi ha moltes peces de mecànica que una vegada mecanitzades cal marcar amb algunes lletres o amb alguns números, que se solen anomenar "referència de la peça". Altres vegades quan es desmunta un equip o una màquina es van gravant les peces de manera que després es pugui saber l'ordre de muntatge que tenen perquè aquest sigui correcte.
- Polispast: Aquests mecanismes s'utilitzen molt en els tallers que manipulen peces molt grans i pesades. Serveixen per facilitar la col·locació d'aquestes peces pesades en les diferents màquines-eines que hi ha al taller. Solen estar subjectes a un braç giratori que hi ha a cada màquina, o ser mòbils d'uns llocs a altres. Els polispasts tenen diverses grandàries o potència d'elevació, els petits es manipulen a mà i els més grans porten un motor elèctric.
- Punxó: Aquesta eina té diferents mides i es fa servir bàsicament per treure passadors en el desmuntatge de peces acoblades a eixos.
- Punta de traçar: Aquesta eina es fa servir bàsicament per al traçat i marcat de línies de referències, com ara eixos de simetria, centres de trepants, o excessos de material en les peces que cal mecanitzar, perquè deixa una empremta inesborrable durant el procés de mecanitzat.
- Rebladora: És una eina molt usada en tallers de bricolatge i fusteria metàl·lica. Els reblons són uns cilindres que s'usen per a la unió de peces que no siguin desmuntables, tant de metall com de fusta. la unió amb reblons garanteix una fàcil fixació d'unes peces amb unes altres.
- Serjant: És una eina d'ús comú en moltes professions, principalment en fusteria, es compon de dues mordasses, regulables amb un cargol de pressió. S'utilitzen bàsicament per a subjectar peces que seran mecanitzades si són metalls o seran enganxades amb cola si es tracta de fusta.
- Serra manual: La serra manual és una eina de tall que està composta de dos elements diferenciats. D'una part està l'arc o suport on es fixa mitjançant cargols tensors i l'altra és la fulla de serra que proporciona el tall.
- Tenalles: Hi ha tenalles normals per extreure puntes o tallar filferros i tenalles extensibles que són unes eines molt útils per a subjectar elements que un alicate normal no té obertura suficient per subjectar. El fet que siguin extensibles les fan molt versàtils.
- Filera de roscar: És una eina de tall que es fa servir per al roscat manual de perns i cargols, que han d'estar calibrats d'acord amb les característiques de la rosca que es tracti.
- Tisores: L'ús principal que es fa de les tisores en un taller mecànic és que s'utilitzen per tallar fleixos d'embalatges i xapes de poc gruix. Cal procurar que estiguin ben afilades i que el gruix de la xapa sigui adequat a la mida de la tisora.
- Cargol de banc: El cargol de banc és un conjunt metàl·lic molt sòlid i resistent que té dues mordasses, una d'elles és fixa i l'altra s'obre i es tanca quan es gira amb una palanca un cargol de rosca quadrada. És una eina que es cargola a una taula de treball i és molt comú en els tallers de mecànica. Quan les peces a subjectar són delicades o fràgils s'han de protegir les mordasses amb fundes de material més tous anomenades galteres i que poden ser de plom, suro, cuir, niló, etc. la pressió d'estrenyiment ha d'estar d'acord amb les característiques de fragilitat que tingui la peça que se subjecta.
- Greixador manual: El greixador manual, de pistola o de bomba, és una eina que s'utilitza per aportar el greix pel greixatge en parts mòbils de maquinària que necessiten greixatge periòdic.

### Instruments de mesura i verificació en fabricació mecànica

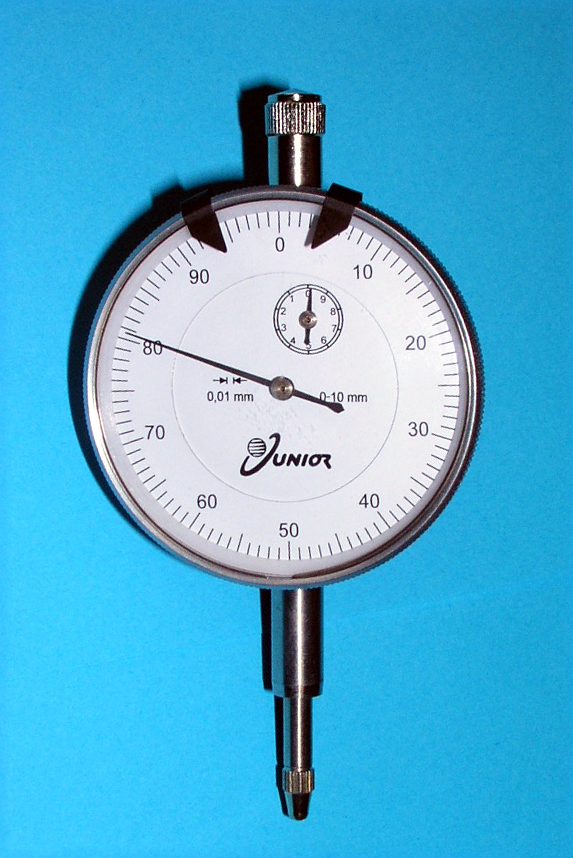
Rellotge comparador

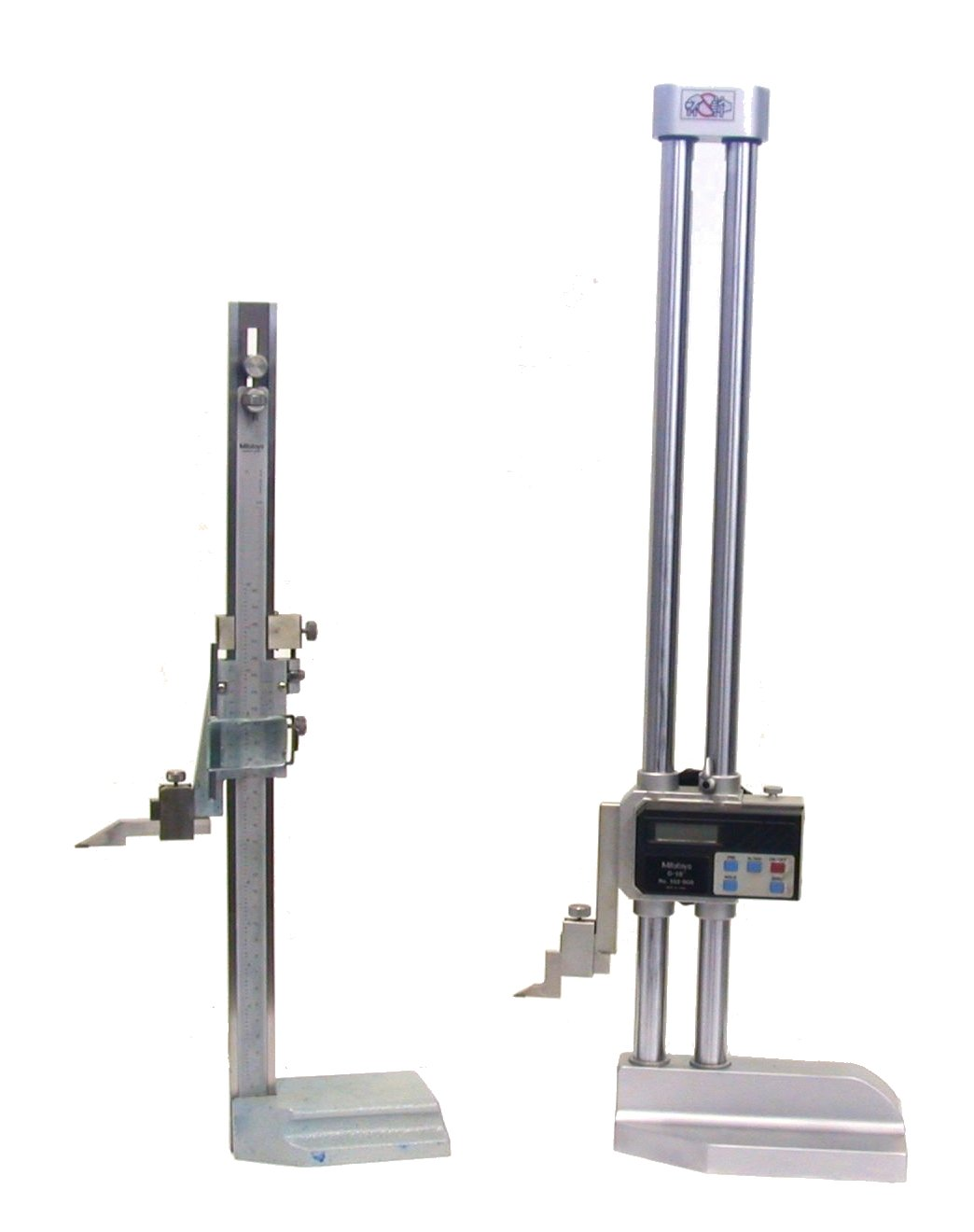
rosset normal i digital

Tota tasca mecànica comporta la necessitat de prendre mesures de les peces i treballs que s'estan realitzant, pel que existeixen un conjunt bàsic d'instruments de mesura, com ara.
- Cinta mètrica: És un instruments de mesura que es construeix en una prima làmina d'acer al crom, o d'alumini, o d'un tramat de fibres de carboni unides mitjançant un polímer de tefló (les més modernes). Les cintes mètriques més usades són les de 10, 15, 20, 25, 30, 50 i 100 metres.
- Escaire: L'escaire que es fa servir en els tallers és totalment d'acer, pot ser d'aleta o plana i es fa servir bàsicament per a traçat i la verificació de perpendicularitat de les peces mecanitzades.
- Cinta mètrica: És un instrument de mesura, però amb una particularitat que està construït de xapa elàstica que s'enrotlla en manxa tipus persiana, dins d'un estoig de plàstic. Es fabriquen en longituds compreses entre un i cinc metres, i alguns estoigs disposen d'un fre per impedir l'enrotllat automàtic de la cinta.
- Goniòmetre: És un instrument de mesura que es fa servir per a mesurar angles, comprovació de cons, i posada a punt de les màquines-eines dels tallers de mecanitzat.
- Rosset: És un instrument de mesura i traçat que es fa servir en els laboratoris de metrologia i control de qualitat, per realitzar tot tipus de traçat en peces com ara eixos de simetria, centres per a trepants, excessos de mecanitzat, etc.
- Micròmetre: És un instrument de mesura el funcionament està basat en el cargol micromètric que serveix per a mesurar amb alta precisió de l'ordre de centèsimes en mm (0,01 mm) i de mil·lèsimes de mm (0,001 mm) (micra) les dimensions d'un objecte.
- Nivell És un instrument de mesura utilitzat per determinar l'horitzontalitat o verticalitat d'un element. Existeixen diferents tipus i són utilitzats per agrimensors, fusters, paletes, ferrers, treballadors de l'alumini, etc. Un nivell és un instrument molt útil per a la construcció en general i fins i tot per posar un quadre, ja que la perspectiva genera errors.
- Calibre. El calibre o peu de rei, és un instrument per a mesurar dimensions d'objectes relativament petits, des centímetres fins fraccions de mil·límetres (1/10 de mil·límetres o fins a 1/20 de mil·límetre).
- Regle graduat: És un instrument de mesura, construïda de metall, fusta o material plàstic, que té una escala graduada i numerada en centímetres i mm i la seva longitud total rares vegades supera el metre de longitud.
- Rellotge comparador. És un instrument de mesura que es fa servir en els tallers i indústries per a la verificació de peces, ja que pels seus propis mitjans no dona lectura directa, però és útil per comparar les diferències que existeixen en la cota de diverses peces que es vulguin verificar

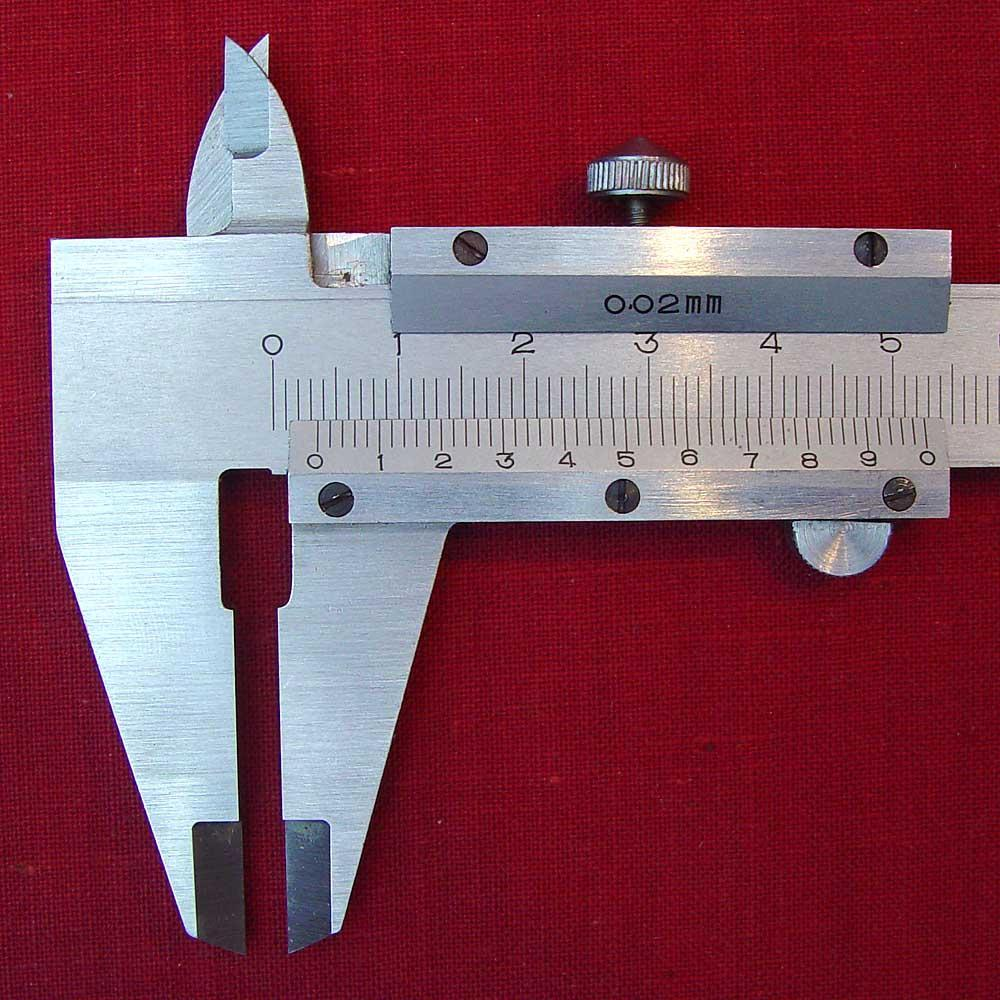
Peu de rei o calibre vernier
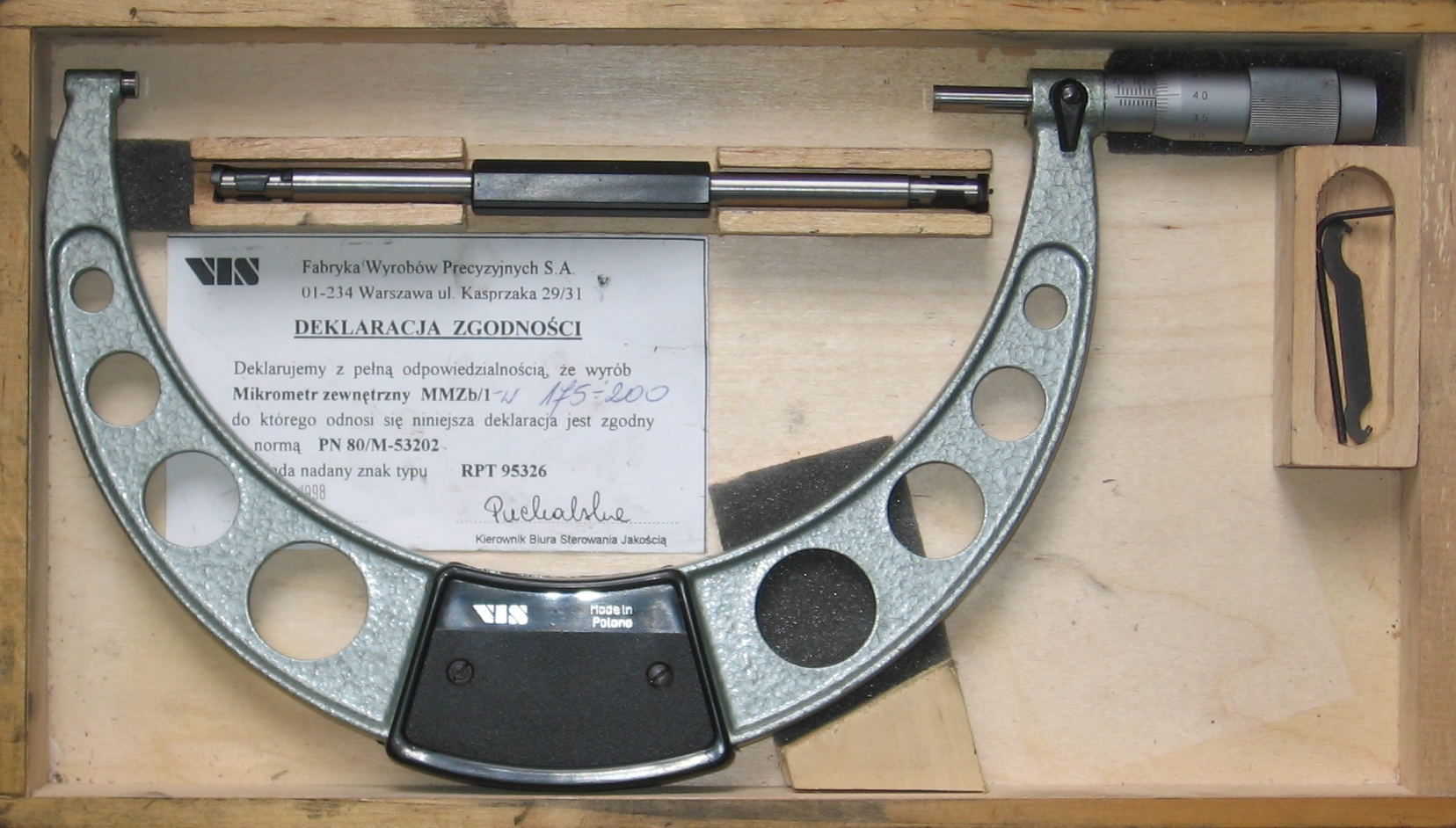
Micròmetre